# 마태오의 복음서
마태오의 복음서(공동번역), 마태오 복음서(가톨릭), 마태복음(개신교)는 기독교 신약성서의 첫 권이며, 세 개의 공관복음서들 중 하나이다. 이스라엘의 메시아가 어떻게 이스라엘에서 거부당하고 처형당했으며, 어떻게 이스라엘과 그 지도자에 대한 예언을 남겼고, 어떻게 이방인들의 구원자가 되었는지에 대한 책이다.

## 명칭
- 고대 그리스어:  Kατά Ματθαίον,  Kατά Ματθαίον Ευαγγέλιον, τὸ εὐαγγέλιον κατὰ Ματθαῖον
- 라틴어:  Evangelium secundum Matthaeum
- 영어:  By Matthew,  Gospel of Matthew, Gospel According to Matthew
- 공동번역:  마태오의 복음서(福音書)
- 가톨릭:  마태오 복음서(福音書)[2]
- 개역성경:  마태복음(馬太福音)

## 구성과 형성

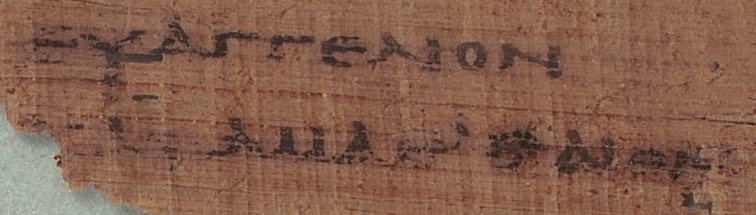
ευαγγελιον κ̣ατ̣α μαθ᾽θαιον (euangelion kata Maththaion, 마태오의 복음서)라는 제목을 가지고 있는 4번 파피루스조각. 2세기 후반에서 3세기 초반의 것으로 추정되며, 제목을 담고 있는 가장 오래된 사본이다.

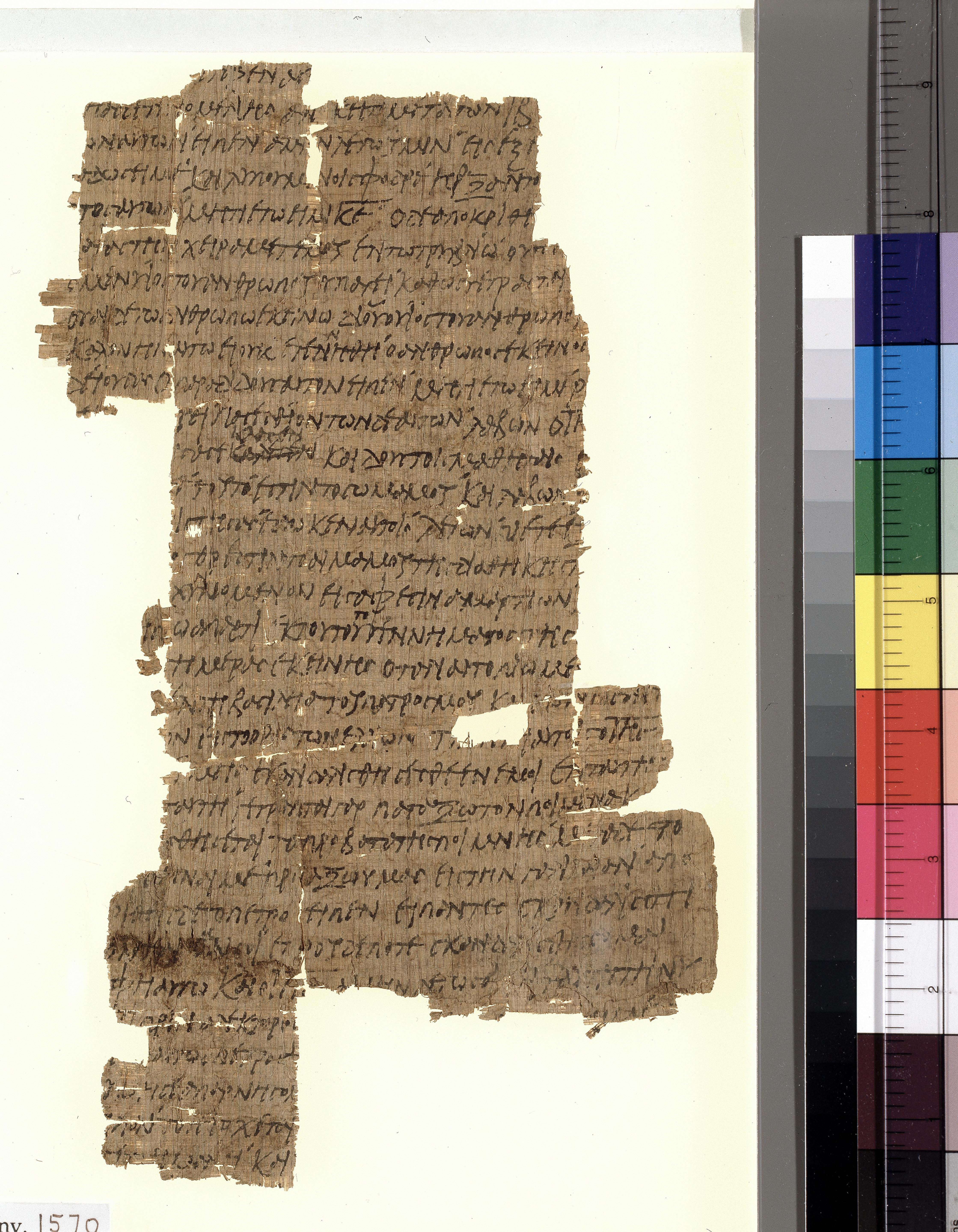
26장의 내용을 담고있는 37번 파피루스. 3세기의 것으로 추정된다.

### 원고
가장 오래된 완전한 성경사본은 4세기경 쓰인 것으로 추정되는 코덱스 바티카누스와 코덱스 시나이티쿠스이다. 이외에도 성경의 일부 구절을 담은 사본은 더 오래된 것들도 발견되는데, 마태오의 복음서는 104번 파피루스와 67번 파피루스가 참고할만 하다. 이 둘은 사본의 사본으로, 지역마다 사본 제작 문화가 어떻게 발전되었으며 교정작업이 어떻게 이루어졌는지 보여준다. 현대의 본문비평가들은 교부들의 인용문을 포함해 현존하는 모든 사본들을 모아 사라진 단락들을 찾는 작업을 계속하고 있다.

### 저자
초대교회 교부들은 사도 가운데 한 사람인 마태오가 히브리어로 집필하였고, 후대의 어느 누군가가 그것을 그리스어로 번역하였다고 추정했다. 이 가설은 2세기 리용의 주교이자 교부인 이레나이우스, 교회사학자 에우세비오스(유세비우스)의 영향을 받은 것이다. 이레나이우스는 마태오의 복음서의 저자에 대해 다음과 같이 해석했다.
| “ | 베드로와 바울로(바울)가 로마에서 복음을 전하고 교회를 세우고 있을 때, 마태오는 히브리 사람들 가운데서 살면서 그들의 고유한 언어(히브리어)로 복음서를 펴냈다. | ” |
|   | — 이레나이우스, 《이단반박》 |   |

| “ | 마태오는 히브리어로 말씀을 편찬했으며, 번역할 능력이 있는 사람들이 모두 그것을 번역하였다 | ” |
|   | — 에우세비오스, 《교회사》                                                                |   |

현재도 일부 성서 연구자들은 마태오의 복음서 9장 9절에 나오는 세리 마태오가 복음서를 집필했다고 주장하기도 한다. 하지만 성서비평학이 도입되면서 이러한 주장들에 대한 비판적 견해가 등장한다. 이를 세 가지로 요약하면 다음과 같다.
1. 마태오의 복음서에는 저자의 이름이 등장하지 않는다. 따라서 마태오가 마태오의 복음서를 썼다는 내적 근거가 없으며, 단지 초대교회 교회사학자들의 견해에 따른 해석일 뿐이다.
2. 마태오의 복음서는 히브리어를 그리스어로 번역한 게 아니라, 처음부터 그리스어로 쓴 것이다.
3. 예수의 제자인 세리 마태오가 마태오의 복음서를 집필했다는 주장은 근거가 없다. 만약 세리 마태오가 마태오의 복음서를 썼다면, 자신의 선생인 예수를 따라다니면서 보고 들은 내용(1차적 경험)을 적었을 텐데, 마태오의 복음서 저자는 Q문서(예수 어록, 50~60년경에 쓴 것으로 추정되고 있다.), 마르코의 복음서(마가 복음서), 마태오가 별도로 수집한 특수 자료(SM)를 집필 자료로 사용하고 있다.[6] 두 출처설을 주장하는 학자들은 마태오의 복음서의 저자가 Q문서와 마르코의 복음서를 참고하여 복음서를 집필한 것으로 보며 마태오의 복음서의 저자가 누구인지는 확실하지 않다고 본다.[7] 신약성경학자들은 마태오의 복음서 저자가 세리 출신의 마태오가 아닌, 그리스어를 구사할 줄 아는 유대 기독교인으로 보고 있다. 단지 편의상 마태오(마태)라고 부르는 것이다.[8]

또한 울리히 루츠가 말했듯이, 마르코 2:14의 "레위"에서 마태오 9:9의 "마태오"로의 이름 변경과, 마르코 15:40에서 마태오 27:56으로의 "살로메" 이름 삭제는 복음서 저자의 공동체의, 열두 제자와 예수의 가르침의 연결을 강조한다.

## 저술 시기
여러 가설이 있으나 정확한 저술 시기를 추정하기는 매우 어렵다.
기원후 80년에서 기원후 90년 사이에 쓰인 것으로 보는 시각이 있다. 이 시각에서는 24장의 성전 파괴 예언이 기원후 70년에 이루어졌기 때문에 저자가 예수께서 예루살렘 성전 파괴를 예언하셨다는 전승을 삽입하였다고 본다.
기원후 65년에서 기원후 75년 사이에 쓰인 것으로 보는 시각도 있다. 이 시각에서는 마르코의 복음서보다도 마태오의 복음서가 먼저 쓰였거나, 아니면 Q문서와 마르코의 복음서를 참고하여 쓰였다고 본다.

## 내용

### 이야기를 풀어가는 방법
마태오의 복음서는 구조적으로 구별되는 네 가지 부분으로 구분할 수 있는데, 첫 번째와 두 번째 부분은 도입 부분이며, 세 번째 부분은 다시 다섯 부분으로 나눌 수 있는 주요 부분과 마지막으로 고난과 부활로 이루어진 부분으로 되어 있다. 공관 복음서, 즉 예수에 대한 관점이 같은 복음서라는 복음서 이해에서 보면 마르코의 복음서의 90% 이상의 구절들이 마태오의 복음서에도 발견되고, 루가의 복음서의 40% 정도가 마태오의 복음서에서도 발견된다. 이는 최초의 복음서인 마르코의 복음서를 루가와 마태오가 참조하고, 루가복음서를 마태오가 참조했기 때문이다.(두 자료설)
1. 족보, 예수의 탄생과 유년기 (1장, 2장)
2. 예수의 그리스도로서의 사역을 준비하는 세례자 요한의 설교와 활동 (3장~4장 11절)
3. 갈릴래아(갈릴리)에서의 예수의 설교와 활동 (4장 12절~20장 16절)
  1. 산 위에서의 설교 - 대안적 세상인 하느님 나라의 전복성과 믿음의 실천을 통한 구원에 대해 말씀하다.(5장~7장)
  2. 전도 설교 - 예수가 제자들을 파송함 (10장)
  3. 비유 설교 - 하느님 나라를 가르치는 이야기.(13장)
  4. 교회의 질서 설교 - 기독교인 내에서의 관계 (18장)
  5. 종말 설교 - 예수의 재림과 세상의 종말에 대하여. (24장~25장)
4. 예수의 수난과 죽음과 부활, 위임 (20장 17절~18절)

설교를 다섯으로 나누는 가장 큰 이유는 모든 설교 뒤에 “… 예수께서 이 모든 말씀을 마치신 후에”로 시작되는 결말 구절이 있다는 것이다.
마태복음 역시 신약성경 중에서 사도행전 다음으로 가장 어려운 책으로  예수 그리스도의 탄생과 복음과 마귀의 직접적인 공격과 그리고 부활이 있고 구원이 나오고 표적이 나오고, 무엇보다 사도행전과 더불어서 과도기적인 책이고 사도행전, 히브리서, 요한계시록과 더불어 유대인, 이방인 모두가 나오기에 설교를 5으로 결코 나눌수가 없을 상황이다. 마태복음은 구약(이사야 54장)과 사도행전과 히브리서(마태복음 24장) 그리고 요한계시록(마태복음 24장) 등과 비슷하지 바울 서신과는 구별되는 책중 하나이다.  더욱이 사도행전보다 더 교리적으로 현 시점에서 적용시킬 수 없는 것들이 더 많이 나오고, 고자에 대한 이야기를 잘못풀어서 오리겐은 거세까지 했다. 특히나 물위를 걷는다는 것을 그대로 따라해 악어가 있는 곳에 걸어가다가 죽거나 원수의 뺨 이야기를 잘못 적용시켜서 그것을 그대로 교회 지도자가 교회내 폭력으로 적용해 물의를 빚었다. 마태복음의 경우는 7장의 경우는 불안전한 구절이라 로마서 2장인 신약시대 회개의 장으로 보면 되는 것이고, 마가복음 7장에 나오는 죄의 이야기와 같이 봐야 안전하다. 마가복음 7장을 로마서 1장 28절부터 32절로 연결시켜서 보는 것과 마찬가지이다. 또한 마태복음 5장의 경우도 불안전한 구절이라 요한복음 7장 24절의 의로운 심판과 같이 봐야하고 이는 로마서 12장 17절부터 21절까지 악으로 악을 이기는 것이 아닌 선으로 악을 이기는 것과 에베소서 4장 26절과 27절에 화를 내며 죄를 짓지 말고 마귀에게 틈을 주지말라로 연결한다면 문제는 없다.
그리고 마태복음 14장의 물위를 걷는 이야기의 경우는 요한복음 20장 28~29절 이야기와 디모데전서 3장 16절에 예수 그리스도의 신성과 로마서 3장 4절과 로마서 5장 12절과 로마서 7장 15절~25절에 나오는 인간과 구원받은 그리스도인이 신성이 없는 것을 조금만 이해하고 믿고 예수 그리스도의 신성을 같이 봐야한다.
참고로 마태복음 19장에 있는 고자에 대한 이야기는 결혼 이야기인데 이는 고린도전서 7장과 에베소서 5장에 결혼 이야기를 구체적으로 보면 끝나는 것이다. 예를 들어서 사도행전 16장 31절에 "주 예수를 믿어라 그리하면 너와 네 집안이 구원을 얻으리라."보다 로마서 10장 9절과 10절에 "네가 네 입으로 주 예수를 시인하며 또 하나님께서 그를 죽은자들로부터 살리신 것을 네 마음에 믿으면 구원을 받으리라 이는 사람이 마음으로 믿어 의에 이르고 입으로 고백하여 구원에 이르기 때문이라."를 사도행전 8장 37절에 "나는 예수 그리스도가 하나님의 아들이신 것을 믿나이다."까지 인용하여 구체적으로 말한 것과 비슷하다.
이는 "너 자신을 알라"를 "어찌하여 네 형제의 눈 속에 있는 티는 보면서 네 자신의 눈속에 있는 들보는 생각지 못하느냐?"로 풀이한 것과 비슷하다. 초신자의 경우 마태복음의 경우는 이렇게 풀면 되는 것이다.

### 구약성서 인용
마태오의 복음서에는 구약성서의 많은 절들을 예수를 예언하는 것으로 인용하고 있다. 마태오의 복음서에는 65개 이상의 구약성서에 대한 언급이 있으며, 이 중 43개는 직접 구절을 인용한 것으로서 다른 복음서의 양을 훨씬 능가하고 있다.
성서학자들은 마태오가 예수의 탄생 이야기를 쓰면서 예수가 모세처럼 위대한 분임을 주장하려 한 것으로 보기도 한다.(모세 유형론) 즉, 파라오를 피해 미디안으로 달아난 모세처럼 아기 예수도 헤로데의 손길을 피해 이집트로 달아났다고 주장함으로써 예수를 모세와 대비시키는 것이다. 물론 예수와 모세를 비교하는 마태오의 편집 방식은 모세에 대해 친숙함을 갖고 있는 유대인 디아스포라들을 염두에 둔 것이다.

### 하나님께 온전히 복종하는 예수
기독교에서 가장 중요하게 여기는 '주님의 기도/주기도문'가 마태오의 복음서 6장 9절부터 13절 사이에 실려 있는데, 마태오는 주의 기도에 '아버지의 뜻이 하늘에서와 같이 땅에서도 이루어지게 하소서.'라는 문장을 추가하였다. 뿐만 아니라 예수께서 수난하시기 전날 기도할 때에 두 번이나 아버지의 뜻에 복종하는 기도를 하셨다는 이야기를 하고 있다. 이는 예수를 하느님 뜻에 순종하시는 분으로 묘사하여, 그분의 순종과 헌신을 본받게 하려는 편집의도가 담겨 있다. 마태오는 율법은 일점일획도 없어지지 않는다는 과장법으로 율법의 권위를 강조하고 있는데, 이는 마태오 교회가 유대인 디아스포라로 구성된 유대인 교회였기 때문으로 보인다.

### 가난한 이들과 나누는 삶
마태오복음서에서는 가난한 이들과 나누는 삶을 중요하게 생각한다. 마태오복음서 25장에 나오는 세상의 마지막 날 이야기는 가난한 이들과 삶을 나누었는지가 심판과 구원을 정하고 있다. 마태오복음서 20장에 나오는 포도원 노동자 비유는 하느님의 나라(하나님나라,하늘나라, 천국)을  포도원 주인이 노동의 양과 관계없이 일 데나리온을 일용직 노동자들에게 일급으로 주는 이야기이다. 당시 일자리를 구하기 어려웠고, 구한다고 해도 꾸준히 일할 수 없던 노동자들에게 포도원 주인은 당시 노동자들의 하루 임금인 1데나리온을 일을 일찍 시작한 사람이나 늦게 시작한 사람이나 똑같이 주고 있다.가난한 이들을 배려하는 사회가 하느님나라임을 예수는 주장한다. 하지만 마태복음 20장은 나중된자 먼저되고 먼저된자 나중된자라는 만족과 번영을 이야기하고 있다. 가난한 이들과 나눔이 아닌 누가 더 어떠한 처지에서 만족을 누리고 만족과 번영을 덜 누리는가의 내용으로 이는 여호수아 1장 8-9절, 요한복음 12장 1절부터 6절, 빌립보서 4장 10-13절,로마서 8장 24-28절에 있는 만족과 번영의 장과 가장 비슷하다. 가난한 이들과 나누는 삶은 마태복음 4장과 5장과 사도행전 4장과 야고보서 5장에나 언급되고 그리고 고린도전서 1장과 디모데전서 6장에서 언급이 다소 될뿐이다. 그리고 마태복음 20장은 하늘 나라에 대한 정의를 이야기 하고있다. 가난한 이들과 삶을 나누는 것과는 상관관계가 부족하다. 바울서신으로 인용하면 로마서 14장 8절부터 10절에 있는 그리스도의 심판석 즉 유업에 관계가 되는 것이다.

## 같이 보기
- 복음서 목록
- 예수의 산상 설교